# Griendtsveen
Griendtsveen est un village situé dans la commune néerlandaise de Horst aan de Maas, dans la province du Limbourg. Le 1er janvier 2007, le village comptait 550 habitants.

## Histoire
Le village a été fondé vers 1885, dans le cadre des travaux de défrichement des marais du Peel et pour exploiter les tourbières. Griendtsveen a été nommé d'après l'entrepreneur Jan van de Griendt.